# 쿠바타바키테탈파로 지역

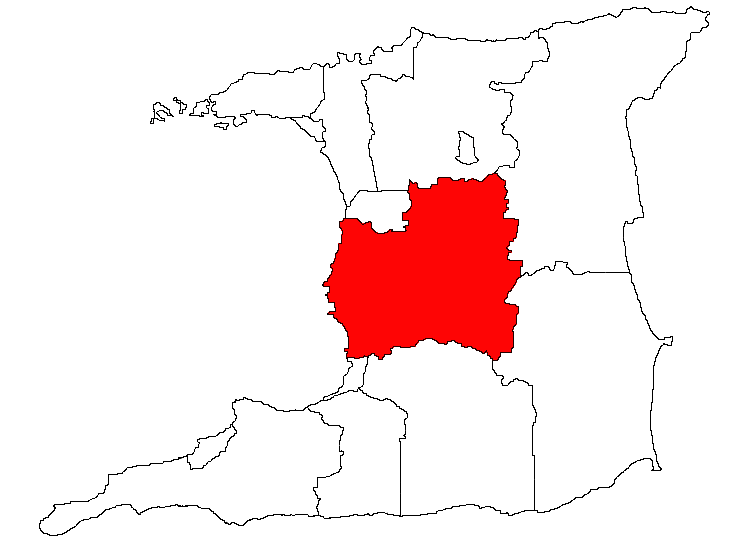
쿠바타바키테탈파로 지역의 위치

쿠바타바키테탈파로 지역(영어: Couva-Tabaquite-Talparo; 듣기 (도움말·정보))은 트리니다드 토바고의 지역으로 중심 도시는 쿠바(Couva)이며 면적은 719.64 km2, 인구는 162,779명(2000년 기준), 인구 밀도는 230명/km2이다.